# Acronicta omorii
Acronicta omorii là một loài bướm đêm trong họ Noctuidae.